# Vatră
Termenul vatră are mai multe sensuri:
- Poate fi locul din sat în care urmează să se construiască case;
- În sens propriu și original desemnează cuptorul, prezent în fiecare casă tradițională.
- În sens figurat s-a extins semantic la ideea de loc de origine, obârșie, deoarece vatra — focul din vatră, de fapt a adunat membrii familiei și, în sens mai larg, a comunității, prin lumina și căldura sa și prin faptul că aici se gătea, având astfel un sens de comuniune de o seamă cu umanitatea.